# Clemens von Pirquet
Clemens Peter von Pirquet (Hirschstetten, 12 maggio 1874 – Vienna, 28 febbraio 1929) è stato un pediatra austriaco noto per i suoi contributi nei campi della batteriologia e dell'immunologia.

## La vita
Clemens von Pirquet nacque in una famiglia della piccola nobiltà austriaca a Hirschstetten, una località nei pressi di Vienna. Era il quarto di sei figli e pertanto, per le leggi vigenti nell'Impero austro-ungarico alla fine del XIX secolo, non avrebbe ereditato il patrimonio familiare. Pirquet teneva tuttavia molto alle tradizioni familiari: alcuni suoi lavori scientifici sono firmati Clemens Peter Freiherr Pirquet von Cesenatico (il termine tedesco Freiherr corrisponde all'italiano barone). Quando Clemens aveva sei anni i suoi genitori si trasferirono a Vienna, e nella capitale austriaca Clemens fece i primi studi frequentando dapprima il liceo scozzese di Vienna, poi il prestigioso Collegio Kalksburg retto dai Gesuiti, e infine il collegio Theresianum dove nel 1892 conseguì la maturità. La vocazione religiosa e l'intenzione di diventare gesuita, lo spinsero a studiare teologia all'università di Innsbruck e poi filosofia all'università di Lovanio. La perdita della fede lo convinse a interrompere gli studi filosofici prima di conseguire la laurea, e ad intraprendere, con dispiacere dei genitori, lo studio della medicina svolto successivamente nelle università di Vienna, Königsberg e Graz, dove si laureò nel 1900.
Nel 1902 divenne assistente di Theodor Escherich, il pediatra che ha dato il nome all'Escherichia coli, nella clinica pediatrica St. Anna Kinderspital di Vienna. Contemporaneamente cominciò a lavorare con Rudolf Kraus all'Universitätsinstitut für Serotherapie (Istituto Universitario di Sieroterapia). Quando conseguì il dottorato, nel 1908, era ormai talmente famoso da vedersi offerta la cattedra di pediatria alla Johns Hopkins University di Baltimora. Nel 1910, dopo due anni di permanenza negli USA, ottenne la cattedra di pediatria all'università di Breslavia; l'anno successivo divenne successore di Theodor Escherich alla Universitäts-Kinderklinik di Vienna, incarico che svolse fino alla morte. Per la sua attività scientifica venne candidato per ben cinque volte al premio Nobel per la medicina. Alla fine degli anni venti il suo prestigio era così elevato che gli venne offerta la presidenza della repubblica austriaca; Clemens tuttavia rifiutò l'offerta avendola interpretata solo un gesto di stima per le sue qualità professionali.
Mentre la vita pubblica fu ricca di successi, altrettanto non può dirsi verosimilmente per la vita privata: il suo matrimonio con Maria Christine van Heusen, che non era stato accettato di buon grado dalla famiglia di lui, non fu molto felice: la moglie soffriva di depressione e divenne in seguito dipendente da barbiturici. Il 28 febbraio 1929, quando Clemens Freiherr von Pirque aveva 54 anni di età ed era al culmine della carriera, i due coniugi si tolsero la vita per assunzione di cianuro.

## L'attività scientifica
Il primo importante lavoro di Clemens von Pirquet fu una memoria, intitolata "Zur Theorie der Infektionskrankheiten" (La teoria delle malattie infettive), presentata all'Accademia imperiale delle scienze, nella quale veniva delineato il ruolo del sistema immunitario nell'insorgenza delle malattie (1903).

### La malattia da siero
Nel 1905 von Pirquet e il suo collega Béla Schick descrissero per la prima volta la malattia da siero, attribuita alla reazione dell'organismo al siero eterologo somministrato per via parenterale a scopo terapeutico nell'istituto diretto da Rudolf Kraus nel quale lavoravano Pirquet e Schick. Il lavoro di Pirquet e Schick è di fondamentale importanza non solo per la definizione nosologica della sindrome, la descrizione della sintomatologia e il decorso della malattia, ma perché lo studio dei rapporti cronologici che intercorrevano fra la somministrazione del siero e la comparsa dei sintomi (fra il sette e i quattordici giorni) permettevano di ipotizzarne il meccanismo patogenetico.

### L'allergia
Nel 1906 Clemens von Pirquet fu il primo a riconoscere come il sistema immunitario possa svolgere anche un ruolo dannoso, essere di per sé causa di malattie, e introdusse nel linguaggio medico il termine «allergia». Le osservazioni di Pirquet nacquero dall'osservazione che, nei pazienti che erano stati già sottoposti in precedenza a somministrazione di siero eterologo, nei quali die Serumkrankheit (la malattia da siero) poteva essere più grave e accelerata, insorgendo dopo soli 3 o 4 giorni dalla somministrazione del siero, anziché dopo 1-2 settimane come avveniva in seguito alla prima somministrazione. Von Pirquet coniò il termine «allergia» (dai vocaboli greci ἄλλος, che vuole dire "altro", ed ἔργον che significa "lavoro") per indicare una reazione alterata alla somministrazione di un antigene. Si osservi tuttavia che la definizione del termine «allergia» di Clemens von Pirquet non coincide più con quella accettata dalla medicina contemporanea e basata sulla classificazione di Gell e Coombs delle reazioni di ipersensibilità, note come reazioni di ipersensibilità di grado da I a IV. Secondo la definizione di Pirquet, «allergia» significava "reazione modificata" del sistema immune, e poteva applicarsi tanto alla malattia da siero (oggi classificata ipersensibilità di tipo III mediata da complessi antigene-anticorpo), quanto alla reazione alla tubercolina (oggi classificata Ipersensibilità di tipo IV cellulo-mediata), mentre il termine «allergia» nella Classificazione di Gell e Coombs viene riservato solo alle reazioni di Ipersensibilità di Tipo I o immediata.

### Cutireazione di von Pirquet
Clemens von Pirquet attribuì al meccanismo dell'allergia anche la comparsa precoce del nodulo nel fenomeno di Koch in una cavia che fosse già stata infettata col bacillo di Koch 4-6 settimana prima, attribuendola ad «allergia batterica» (con linguaggio moderno: ipersensibilità ai componenti del Mycobacterium tuberculosis). Nel 1907 sviluppò la prima prova diagnostica della tubercolosi (la cosiddetta «cutireazione di von Pirquet») consistente nell'applicazione di una goccia di tubercolina vecchia su di una scarificazione praticata sulla cute. Nel 1911 pubblicò i risultati di una serie di test con la tuberculina da cui si inferiva che il 70 percento dei bambini viennesi di dieci anni erano stati già esposti al micobatterio della tubercolosi; la percentuale saliva a 90 negli adolescenti di 14 anni di età.